# Осоа
Осоа (фр. Aussois) насеље је и општина у источној Француској у региону Рона-Алпи, у департману Савоја која припада префектури Сен Жан де Морјен.
По подацима из 2011. године у општини је живело 658 становника, а густина насељености је износила 15,69 становника/km². Општина се простире на површини од 41,94 km². Налази се на средњој надморској висини од 1489 метара (максималној 3.600 m, а минималној 1.120 m).

## Демографија
| 1962. | 1968. | 1975. | 1982. | 1990. | 1999. | 2011. |
| ----- | ----- | ----- | ----- | ----- | ----- | ----- |
| 317   | 328   | 331   | 500   | 530   | 628   | 658   |

График промене броја становника у току последњих година